# Bobcookita
La bobcookita és un mineral de la classe dels sulfats. Rep el nom en honor del Dr. Robert B. "Bob" Cook (1944-), antic professor i cap del Departament de Geologia i Geografia de la Universitat Auburn, Auburn, Alabama.

## Característiques
La bobcookita és un sulfat de fórmula química NaAl(UO₂)₂(SO₄)₄(H₂O)₁₀·8H₂O. Va ser aprovada com a espècie vàlida per l'Associació Mineralògica Internacional l'any 2014, i la primera publicació data del 2015. Cristal·litza en el sistema triclínic. La seva duresa a l'escala de Mohs és 2,5.

## Formació i jaciments
Va ser descoberta a la mina Blue Lizard, situada al Red Canyon, al districte de White Canyon, dins el comtat de San Juan (Utah, Estats Units). Posteriorment també ha estat descrita a les properes mines de Markey i Giveway-Simplot, així com la mina Widowmaker, al proper White Canyon. Aquestes quatre mines són els únics indrets a tot el planeta on ha estat descrita aquesta espècie mineral.